# Luyères
Luyères est une commune française située dans le département de l'Aube, en région Grand Est.
Ses habitants sont les Luyons.

## Géographie
Le cadastre de 1818 cite au territoire : les Abesses, Chantereine, Montmorel, Saint-Martin, Vacantes et Valois.
La commune est traversée par l'autoroute des Anglais, les D 8 et  D 5. La Barbuise y prend sa source.

### Communes limitrophes
| Charmont-sous-Barbuise |         | Onjon           |
| Vailly                 | Luyères | Bouy-Luxembourg |
| Creney-près-Troyes     |         | Assencières     |

### Hydrographie
La commune est dans la région hydrographique « la Seine de sa source au confluent de l'Oise (exclu) » au sein du bassin Seine-Normandie. Elle est drainée par la Barbuise,.
La Barbuise, d'une longueur de 36 km, prend sa source dans la commune  et se jette  dans l'Aube à Charny-le-Bachot, après avoir traversé douze communes.

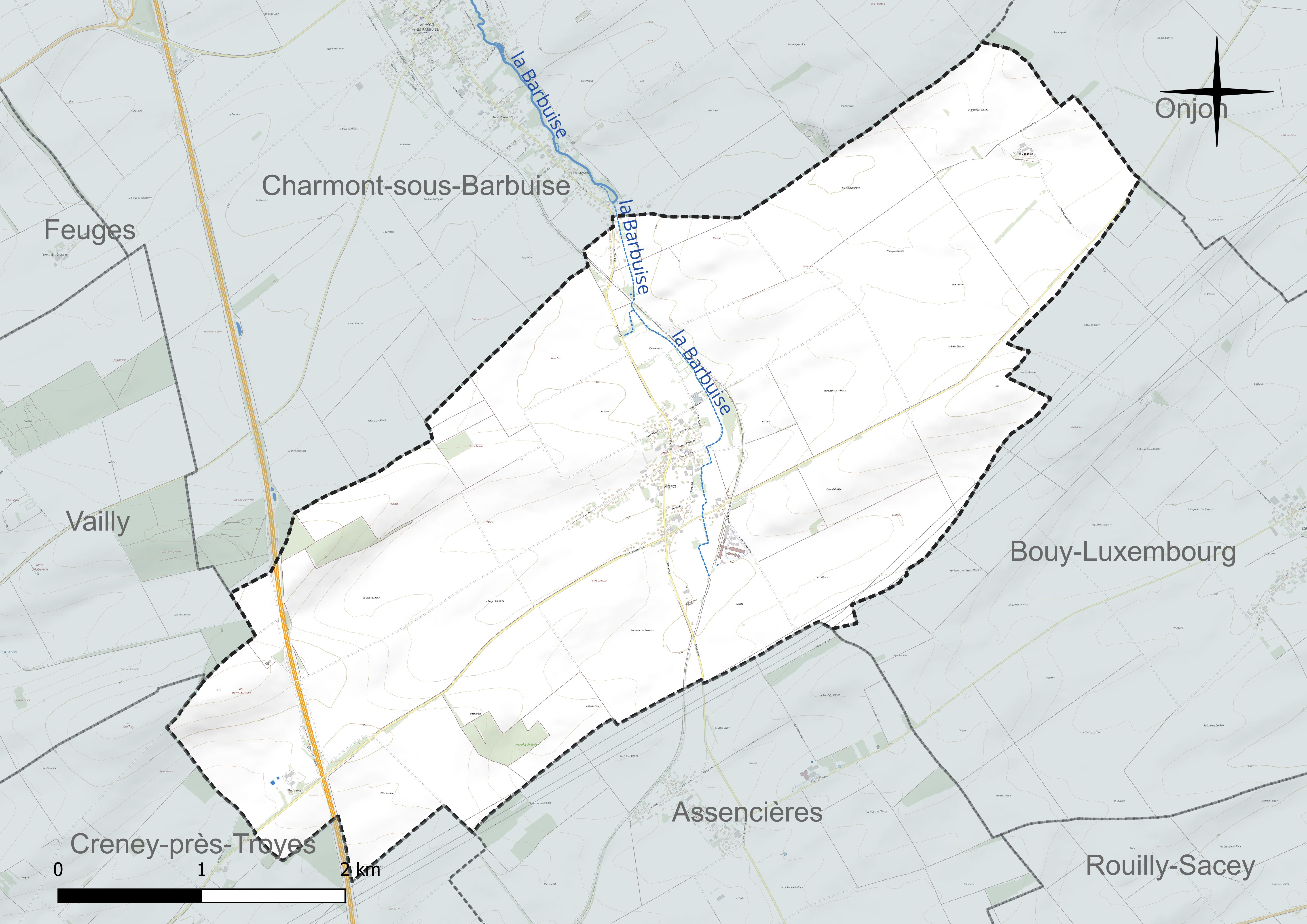
Réseau hydrographique de Luyères.

### Climat
Pour des articles plus généraux, voir Climat du Grand Est et Climat de l'Aube.
En 2010, le climat de la commune est de type climat océanique dégradé des plaines du Centre et du Nord, selon une étude du Centre national de la recherche scientifique s'appuyant sur une série de données couvrant la période 1971-2000. En 2020, Météo-France publie une typologie des climats de la France métropolitaine dans laquelle la commune est exposée à un climat océanique altéré et est dans la région climatique Nord-est du bassin Parisien, caractérisée par un ensoleillement médiocre, une pluviométrie moyenne régulièrement répartie au cours de l’année et un hiver froid (3 °C).
Pour la période 1971-2000, la température annuelle moyenne est de 10,3 °C, avec une amplitude thermique annuelle de 15,4 °C. Le cumul annuel moyen de précipitations est de 742 mm, avec 12 jours de précipitations en janvier et 8,1 jours en juillet. Pour la période 1991-2020, la température moyenne annuelle observée sur la station météorologique de Météo-France la plus proche, « Troyes-Barberey », sur la commune de Barberey-Saint-Sulpice à 13 km à vol d'oiseau, est de 11,3 °C et le cumul annuel moyen de précipitations est de 644,6 mm. 
La température maximale relevée sur cette station est de 41,8 °C, atteinte le 25 juillet 2019 ; la température minimale est de −23 °C, atteinte le 17 janvier 1985,,.
Les paramètres climatiques de la commune ont été estimés pour le milieu du siècle (2041-2070) selon différents scénarios d'émission de gaz à effet de serre à partir des nouvelles projections climatiques de référence DRIAS-2020. Ils sont consultables sur un site dédié publié par Météo-France en novembre 2022.

## Urbanisme

### Typologie
Au 1er janvier 2024, Luyères est catégorisée commune rurale à habitat dispersé, selon la nouvelle grille communale de densité à 7 niveaux définie par l'Insee en 2022.
Elle est située hors unité urbaine. Par ailleurs la commune fait partie de l'aire d'attraction de Troyes, dont elle est une commune de la couronne,. Cette aire, qui regroupe 209 communes, est catégorisée dans les aires de 200 000 à moins de 700 000 habitants,.

### Occupation des sols
L'occupation des sols de la commune, telle qu'elle ressort de la base de données européenne d’occupation biophysique des sols Corine Land Cover (CLC), est marquée par l'importance des territoires agricoles (95,9 % en 2018), en diminution par rapport à 1990 (97,2 %). La répartition détaillée en 2018 est la suivante : 
terres arables (95,8 %), zones urbanisées (3,3 %), milieux à végétation arbustive et/ou herbacée (0,7 %), zones agricoles hétérogènes (0,1 %). L'évolution de l’occupation des sols de la commune et de ses infrastructures peut être observée sur les différentes représentations cartographiques du territoire : la carte de Cassini (XVIIIe siècle), la carte d'état-major (1820-1866) et les cartes ou photos aériennes de l'IGN pour la période actuelle (1950 à aujourd'hui).

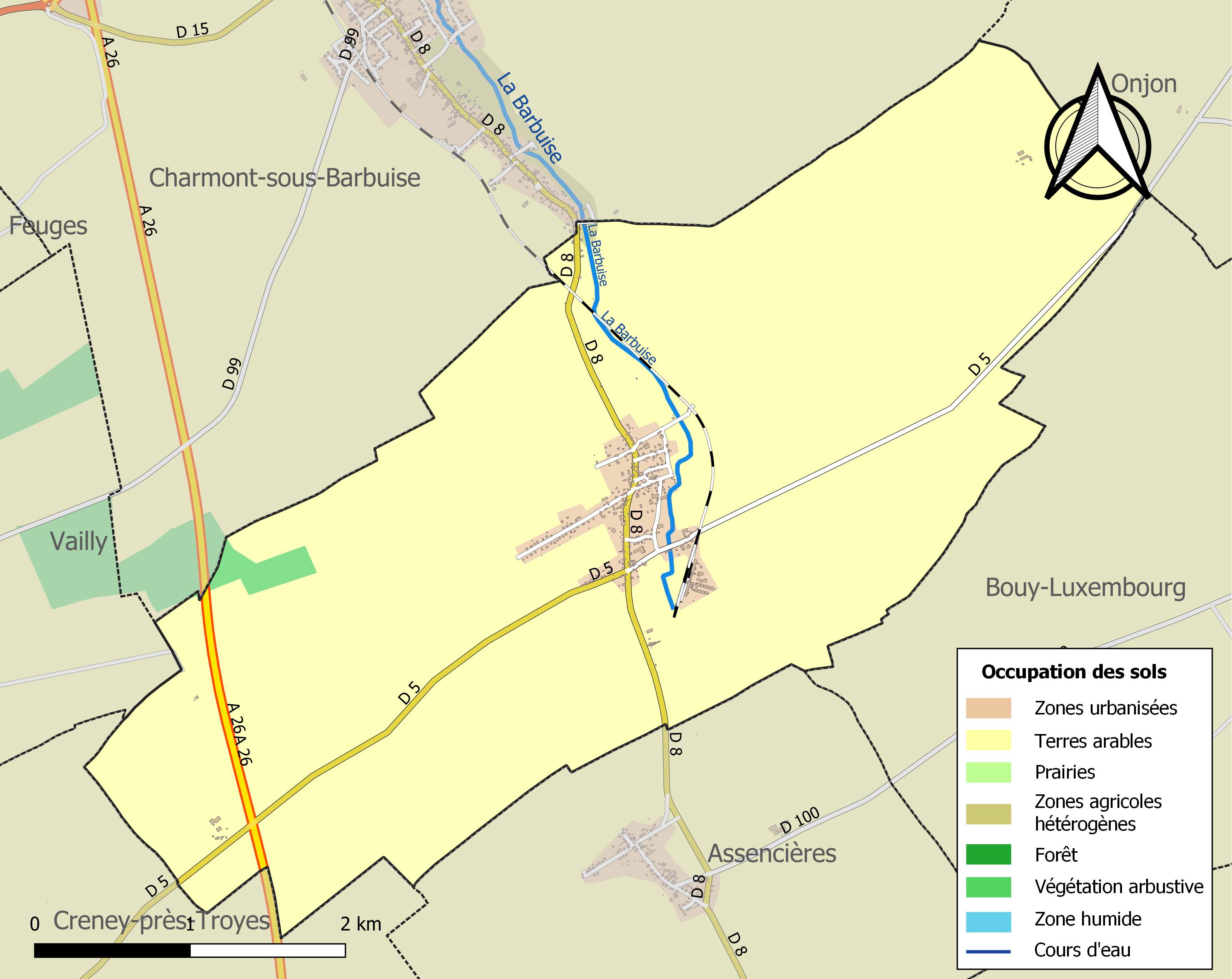
Carte des infrastructures et de l'occupation des sols de la commune en 2018 (CLC).

## Histoire
La voie romaine Troyes-vallée de la Barbuise passait par le village. Le village est cité comme possession de l'abbaye Saint-Loup de Troyes par un don de Charles le Chauve. En 1164 l'abbaye Saint-Pierre de Montier-la-Celle y avait une grange et y percevait des dîmes ;  mais aussi celle de Montiéramey y avait une grange en 1338. Thibaut III de Champagne y avait des droits avant 1201. EN 1249, Gautier sire de Reynel recevait la terre du comte ; elle entrait ainsi dans la maison de Brienne puis dans le duché de Piney. Il existait des nobles portant le nom de Luyères en 1172 et vassal du comte de Champagne sans qu'il soit possible d'affirmer qu'ils tiennent la terre de Luyères ; mais en 1239 Humbert de Luyères, chantre au chapitre Saint-Pierre de Troyes faisait le don d'une dîme à Luyères. En 1241, Barthelemy de Luyères, chevalier vendait une dîme qu'il avait au village à l'abbaye de Saint-Loup. Le 18 mars 1632 la duchesse de Piney vendait le droit d'usage du château avec la gruerie, les droits de jurée de bourgeoisie à Pierre Pithou. Le 19 janvier 1749, Geneviève-Marguerite Desmarets faisait don à son frère consanguin de la terre de Luyères, tout en s'en gardant l'usufruit. Il la vendit en 1769 à Louis Doé secrétaire du roy et receveur des tailles de l'élection de Troyes.
En 1789, le village est de l'intendance et de la généralité de Châlons, de l'élection de Troyes et du bailliage de Chaumont.

### Valois
Maisons et granges cités comme appartenant à l'abbaye de Montier en 1478.

## Politique et administration
| Période                                  | Période  | Identité                                      | Étiquette | Qualité     |
| ---------------------------------------- | -------- | --------------------------------------------- | --------- | ----------- |
| mars 2001                                | 2008     | M. Serge Hibon                                |           |             |
| mars 2008                                | 2014     | M. Gérard Schilde                             |           |             |
| mars 2014                                | En cours | M. Alain Carré Réélu pour le mandat 2020-2026 | DVD       | Agriculteur |
| Les données manquantes sont à compléter. |          |                                               |           |             |

## Démographie
L'évolution du nombre d'habitants est connue à travers les recensements de la population effectués dans la commune depuis 1793. Pour les communes de moins de 10 000 habitants, une enquête de recensement portant sur toute la population est réalisée tous les cinq ans, les populations de référence des années intermédiaires étant quant à elles estimées par interpolation ou extrapolation. Pour la commune, le premier recensement exhaustif entrant dans le cadre du nouveau dispositif a été réalisé en 2005.

En 2022, la commune comptait 460 habitants, en évolution de +2 % par rapport à 2016 (Aube : +0,7 %, France hors Mayotte : +2,11 %).
| 1793 | 1800 | 1806 | 1821 | 1831 | 1836 | 1841 | 1846 | 1851 |
| ---- | ---- | ---- | ---- | ---- | ---- | ---- | ---- | ---- |
| 334  | 325  | 326  | 264  | 306  | 308  | 305  | 272  | 270  |

| 1856 | 1861 | 1866 | 1872 | 1876 | 1881 | 1886 | 1891 | 1896 |
| ---- | ---- | ---- | ---- | ---- | ---- | ---- | ---- | ---- |
| 253  | 246  | 244  | 230  | 224  | 220  | 211  | 198  | 208  |

| 1901 | 1906 | 1911 | 1921 | 1926 | 1931 | 1936 | 1946 | 1954 |
| ---- | ---- | ---- | ---- | ---- | ---- | ---- | ---- | ---- |
| 219  | 193  | 196  | 181  | 195  | 180  | 208  | 205  | 204  |

| 1962 | 1968 | 1975 | 1982 | 1990 | 1999 | 2005 | 2006 | 2010 |
| ---- | ---- | ---- | ---- | ---- | ---- | ---- | ---- | ---- |
| 187  | 227  | 383  | 383  | 401  | 382  | 433  | 442  | 429  |

| 2015 | 2020 | 2022 | - | - | - | - | - | - |
| ---- | ---- | ---- | - | - | - | - | - | - |
| 453  | 457  | 460  | - | - | - | - | - | - |

## Culture locale et patrimoine

### Lieux et monuments
- Église Saint-Julien de Luyères.

### Héraldique
| Blason de Luyères | Blason  | Tranché : au 1er d'azur au sablier d'or, au 2e d'or à la plume d'azur posée en bande, à la cotice d'argent brochant sur la partition, le tout sommé d'un comble d'azur chargé d'une double burelle potencée d'or. |
| Blason de Luyères | Détails | Adopté par la municipalité. |